# Copyright Term Extension Act

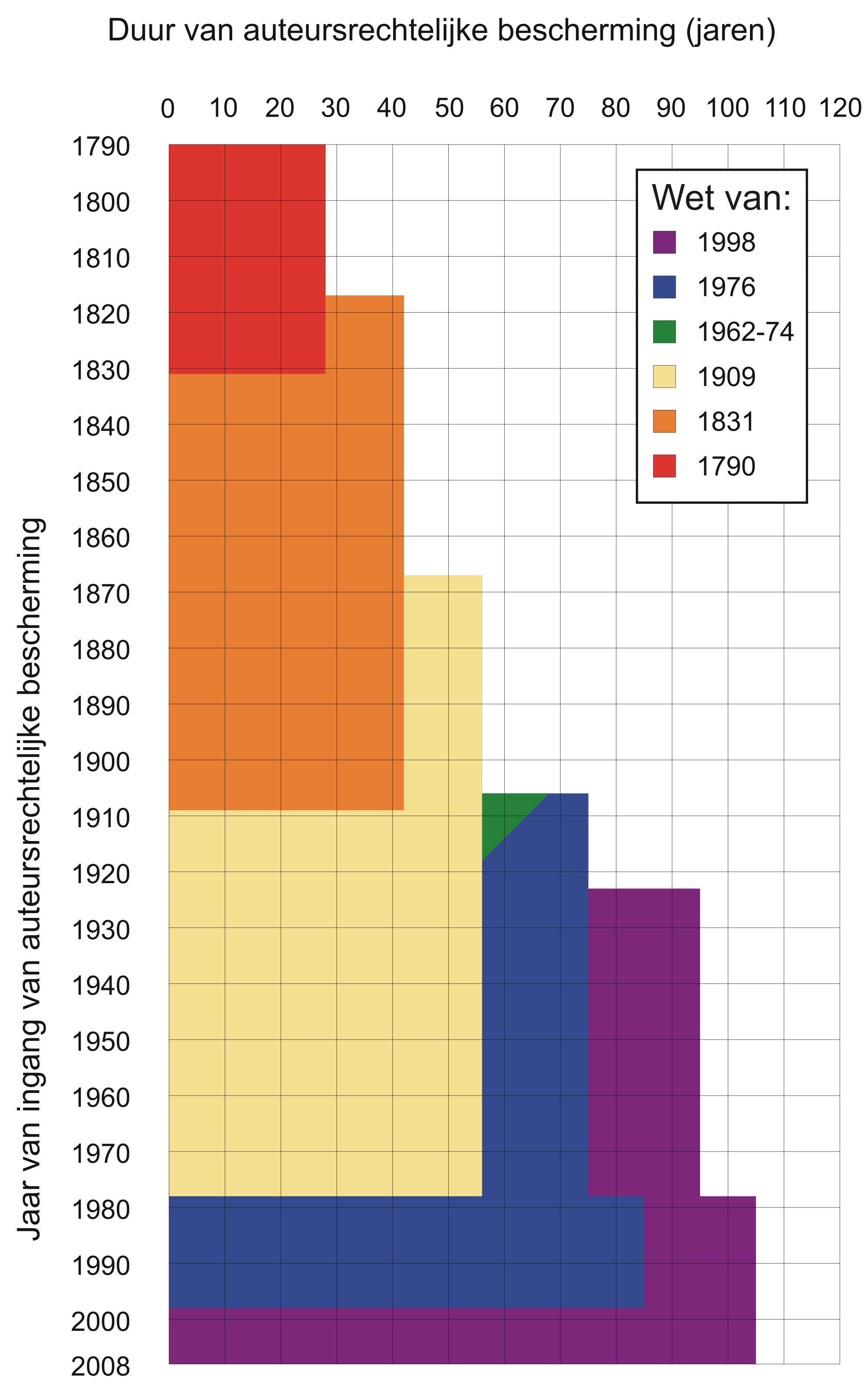
Ontwikkeling van de duur van auteursrechtelijke bescherming sinds 1790. In het paars de Copyright Term Extension Act van 1998.

De Copyright Term Extension Act is een Amerikaanse wet uit 1998 die de duur van auteursrechtelijke bescherming met 20 jaar verlengt. Op 27 oktober 1998 ondertekende toenmalig president Bill Clinton de wet.
Sinds de auteurswet uit 1976 waren werken tot 50 jaar na het overlijden van de auteur beschermd en werken van bedrijven 70 jaar. De Copyright Term Extension Act beschermt werken tot 70 jaar na het overlijden van de auteur. Werken van bedrijven worden beschermd tot 95 jaar na publicatie of 120 jaar na creatie.
De Copyright Term Extension Act zorgde ervoor dat er twintig jaar lang geen werken aan het publieke domein zouden toevallen door verlopen auteursrecht. Vanaf 1 januari 2019 zijn er nieuwe werken in het publieke domein vervallen. De wet staat ook bekend als de Mickey Mouse Protection Act omdat de eerste tekenfilms van Mickey Mouse in 2003 in het publieke domein terecht dreigden te komen. Voorstanders wijzen erop dat de menselijke levensverwachting is toegenomen sinds de auteurswet van 1790.
De wet is ook bekend als de Sonny Bono Copyright Term Extension Act of kortweg Sonny Bono Act, vernoemd naar congreslid Sonny Bono, die 9 maanden na het aannemen van de wet overleed. Volgens zijn weduwe wilde hij het liefst eeuwige auteursrechtelijke bescherming genieten, maar dat zou ongrondwettelijk zijn. Jack Valenti, toenmalig voorzitter van de Motion Picture Association of America, stelde voor om de bescherming eeuwig minus een dag te laten duren.